# Philippe Amiel
Pour les articles homonymes, voir Amiel.
Philippe Amiel (né en 1956) est un sociologue et juriste français spécialiste des questions de santé, avocat au barreau de Paris, puis de Montpellier. Linguiste de formation initiale — il a été l'auteur ou le co-auteur de plusieurs dictionnaires de langue française (Hachette, Quillet) —, DESS d'ethnométhodologie et docteur en droit privé et sciences criminelles, il est professeur des universités associé à l'Université Paris 8 de 2003 à 2009. Il y enseigne les sciences sociales et dirige parallèlement le DESS puis (jusqu'en 2007) le master professionnel de droit des établissements de santé.
De 2005 à 2015, il est directeur de l'Unité de recherche en sciences humaines et sociales (URSHS) de l'Institut Gustave-Roussy. Ses travaux portent particulièrement sur le droit et la sociologie de la recherche biomédicale, et sur la prise en charge des malades du cancer, des anciens malades et de leurs proches,,,. Depuis 2015, il est chercheur associé à l'unité de recherche en santé publique U1123 « Eceve » (Inserm/Université Paris-Diderot) au comité de direction de laquelle il participe.
Président de l'Association française pour la qualité de l'expertise médico-légale (AFQEM) depuis 2017, il en coordonne la formation de Qualification en droit de l'expertise médicale (QUADEM).
Philippe Amiel est membre du comité d'éthique de la recherche de l'Inserm (Comité d'évaluation éthique de l'Inserm – CEEI-IRB) et préside le Collège de déontologie de l'Inserm. Il a été élu, en 2023, président du comité Éthique et cancer de la Ligue contre le cancer.

## Ethnométhodologie appliquée
Dans Ethnométhodologie appliquée, ouvrage « conçu dans un but didactique », Amiel propose une version de la discipline ouverte sur les enquêtes en sciences sociales. Cette ouverture passe, selon Amiel, par des fertilisations croisées, épistémologiques (avec le pragmatisme) et méthodologiques (avec la sociologie des organisations).
Ethnométhodologie appliquée est sous-titré Éléments de sociologie praxéologique. Le terme « praxéologique » (du gr. praxis « action » et -logie) signifie « relatif aux pratiques, aux activités (sociales) ». Pour Amiel, l’idée d’une sociologie praxéologique veut faire contrepoint aux sociologies portant essentiellement sur les représentations. La « validité praxéologique des descriptions » est au centre des développements didactiques de l’ouvrage. La notion de « validité praxéologique » a été utilisée par Garfinkel à propos des descriptions qui « peuvent, si l'on biaise, être lues comme des instructions d'action ». En ce sens, selon Amiel, l’ethnométhodologie appelle à produire des descriptions capable de passer « l’épreuve de l’action », c’est-à-dire celle de l’utilisation pratique par les acteurs auxquelles elles sont destinées. Significativement, les concepts cardinaux de l’ethnométhodologie (account, indexicalité, réflexivité) sont détaillés dans Ethnométhodologie appliquée à partir du récit de la préparation d’une recette de famille (le tarama). Pour Amiel, l’ethnométhodologie est, autant qu’un « actionnisme radical », un « descriptivisme radical » qui s’appuie sur une posture déontologique, sur un engagement éthique : « Étudier les arrangements sociaux et les décrire comme si j’établissais un manuel de survie destiné à des utilisateurs auxquels je tiens plus que tout, et à tous autres qui seraient en droit de me reprocher de les avoir induits en erreur sur les mœurs de la tribu, telle est la figure du travail socio-ethnographique responsable à laquelle me renvoie l’ethnométhodologie ».
Un exemple d’application est donné sur une enquête portant sur les expérimentations biomédicales sur l’être humain, thème de recherche de prédilection de P. Amiel, qu’il développe par ailleurs dans Des cobayes et des hommes (2011).

## Des cobayes et des hommes
Des cobayes et des hommes : expérimentation sur l'être humain et justice est publié en 2011. L'ouvrage se présente comme une enquête « jurisociologique » sur l’expérimentation humaine envisagée du point de vue de la justice (dans le double sens de ce qui relève du droit et du sentiment de justice). La première partie de l’ouvrage décrit la formation — de part et d’autre de la date clé du procès des médecins de Nuremberg — d’un consensus normatif international en réponse aux crises sanitaires et aux accidents et scandales qui émaillent l’histoire des essais médicaux sur l’être humain. La seconde partie détaille la situation française et le fond de « paternalisme juridique » sur lequel, selon Amiel, la réglementation des essais est construite.

### Une histoire de la protection des sujets humains d’expérimentation médicale
L’enquête – historique et juridique – de P. Amiel montre comment s’est formée, dans les normes et dans les pratiques, du XVIIIe au XXe siècle, la distinction entre la souris de laboratoire et le sujet humain. Entre les cobayes et les hommes.
La protection du sujet humain d’expérimentation médicale est une préoccupation éthique et juridique qui remonte au XIXe siècle. (L’exigence d’un consentement des sujets est parfaitement comprise, sinon appliquée, au début du XXe siècle.) Cette préoccupation culmine à l’occasion du procès des médecins de Nuremberg (1946-1947), après la révélation des atrocités commises par les expérimentateurs nazis. Le procès est l’occasion de récapituler les règles admises par les « nations civilisées » en matière d’expérimentation humaine. Le jugement de Nuremberg (1947) intègre une liste de critères définissant les expérimentations « acceptables » auxquels les condamnés furent convaincus d’avoir dérogé : c’est cette liste de dix critères qui circula par la suite sous le nom de « code de Nuremberg ». Le « modèle de Nuremberg », qui organise la protection « de victimes potentielles contre des bourreaux éventuels », s’impose durablement dans le droit international dont dérivent, sur ces questions, les réglementations nationales.
Dans les faits, malgré la déclaration d’Helsinki de 1964, il faut attendre la fin des années soixante-dix pour qu’un consensus normatif international efficace, largement initié par les États-Unis, commence d’imposer ses règles aux médecins expérimentateurs.
En France, juridiquement, la question des essais n’est longtemps pas traitée autrement que par la répression pénale : les médecins expérimentateurs sont poursuivis lorsque l’acte de recherche ne peut plus du tout être compris comme une acte thérapeutique. Le procès de Lyon, en 1859, illustre la position française jusqu’à la loi de 1988 autorisant explicitement et encadrant les essais biomédicaux. À l’hôpital de l’Antiquaille à Lyon, dans le service de dermato-vénérologie, une contamination syphilitique à partir de pus d’un malade est tentée par un interne sur un enfant de dix ans ; l’essai – concluant – est publié ; le ministère public l’apprend, s’en émeut et saisit le tribunal correctionnel de Lyon qui condamne (à une amende) l’interne et son chef de service pour coups et blessures volontaires. Le raisonnement du tribunal est que le geste pratiqué « par pure curiosité scientifique » ne peut être assimilé au geste thérapeutique, fait justificatif de l’exemption pénale des atteintes au corps dans l’activité médicale.
La loi du 20 décembre 1988 relative à la protection des personnes se prêtant à des recherches biomédicales, dite « loi Huriet » ou « Huriet-Sérusclat » du nom de Claude Huriet et Franck Sérusclat, les sénateurs qui en furent les rapporteurs, autorise et encadre l’expérimentation sur l’être humain en France. Elle s’inscrit dans la continuité du « modèle de Nuremberg » et des textes à portée internationale qui en découlent.
La protection des personnes contre les pratiques expérimentales vues comme potentiellement abusives, est une conquête du XXe siècle. Mais le « modèle de Nuremberg » rend difficile – « impensable », dit Amiel – la prise en compte de la revendication portée par les malades d’un droit de participer aux essais de nouveaux traitements.

### Vers un nouveau contrat social en matière de recherche sur l’être humain
La thèse de l’auteur est que « le respect de l’autonomie des patients appelle un nouveau contrat social en matière de recherche biomédicale, centré sur le droit des malades plutôt que sur leur protection ». Des malades atteints de pathologies graves où les alternatives thérapeutiques sont limitées ou inexistantes (certains cancers, par exemple), réclament aujourd’hui non pas tant une protection contre les essais cliniques qu’un droit d’y participer,,. Cette revendication prend la logique de protection à contre-pied. Elle révèle les paradoxes latents – paternalistes – de l’encadrement normatif des essais cliniques : l’autonomie de la personne est limitée à l’acceptation ou au refus d’une proposition qui lui est faite par le médecin expérimentateur ; la personne n’a jamais l’initiative sauf pour se retirer de l’essai. « C’est comme si on lui donnait le droit d’accepter ou de refuser le repas qu’on lui propose, mais sans jamais l’autoriser à réclamer à manger quand [elle] a faim. » Pour Amiel, « l’autonomie première est la liberté de participer ». Il plaide pour la consécration d’un droit personnel de participer aux essais cliniques, indépendamment de la sollicitation préalable de l’investigateur, dès lors que la personne concernée est éligible médicalement et que l’essai est ouvert au recrutement.

### Une jurisociologie pragmatiste
L’ouvrage de P. Amiel contient un appendice méthodologique qui détaille les principes de l’approche jurisociologique qu’il met en œuvre : un « projet de connaissance centré sur les effets du droit » tels qu’ils connectent « la sphère du droit et la sphère du social ». Le terme « jurisociologie » est repris et adapté de Carbonnier (qui l’écrivait avec deux s), mais, à la différence de Carbonnier qui voyait dans la sociologie juridique une discipline externe, ancillaire du droit, Amiel propose le modèle d’une jurisociologie capable de servir de « technique du droit ».
L’épistémologie sous-jacente est pragmatiste au sens du courant intellectuel qui s’est développé, principalement aux États-Unis, à partir des travaux de Peirce, Dewey, James et Mead.
Dans la continuité de Ethnométhodologie appliquée, les enquêtes sociologiques sur lesquelles la démarche est fondée sont présentées comme relevant d’une sociologie des organisations « débridée » par l’ethnométhodologie : la sociologie de Crozier et Friedberg peine à prendre en compte les enjeux normatifs (plutôt que politiques) dans l'organisation ; or, les enjeux normatifs organisent de manière caractéristique le terrain médical : « Faire bien, faire le bien, s’accorder sur des définitions opératoires du bien ou du juste, manifester visiblement la conformité de l’action avec les normes du bien et du juste, produire à jet continu de telles normes (BPC [bonnes pratiques cliniques], standards techniques, règles éthiques et juridiques…) : l’activité normative et le rapport aux normes — la normativité — s’imposent à l’observateur comme une caractéristique du territoire biomédical, non réductible à la dimension politique. » La théorie garfinkelienne de l’acteur offre, d’après Amiel, une représentation de l’acteur compatible avec la sociologie des organisations, prise à une distance focale différente et qui permet de prendre en compte les préoccupations normatives à l’œuvre dans l’organisation.

### Critiques
V. Gateau a relevé le fait que P. Amiel, défendant un droit à l’essai, « laisse entendre que ceux-ci sont une chance dont certains sujets sont injustement privés » ; elle signale que cette position est loin d'aller de soi, que d’autres auteurs contemporains, comme Grégoire Chamayou, par exemple, considèrent les essais « plutôt sous l’angle des risques qu’ils représentent », et que le débat devrait s'engager plus nettement sur ce point.
C. Lafontaine, dans Le Corps-Marché (2014) incrimine, dans les revendications en faveur du droit des malades à l’expérimentation défendues par Des cobayes et des hommes, « aussi légitimes qu’elles puissent être », « une remise en cause du rôle régulateur de l’État », couvrant « une culture néolibérale qui transforme chaque patient en entrepreneur de la recherche ».

## Ouvrages

### Scientifiques
- Philippe Amiel, Christine Dosquet et Comité d’évaluation éthique de l’Inserm (CEEI-IRB), Guide de qualification des recherches en santé [A qualification guide for health research], Paris, Inserm, 2021, 48 p. (lire en ligne)[PDF]
- Lucien de Samosate (traduction revue et présentation par Philippe Amiel), Traité de la calomnie, Paris, Les Villas, 2019, 83 p. (ISBN 978-2-9569982-0-4, lire en ligne)[PDF]
- Valérie Gateau (dir.), François Doz (dir.) et Philippe Amiel (dir.), Essais précoces en cancérologie : éthique et justice, Paris, Matériologiques, 2017, 188 p. (ISBN 978-2-37361-109-0, lire en ligne)
- Philippe Amiel, Des cobayes et des hommes. Expérimentation sur l'être humain et justice, Paris, Belles lettres, 2011, 340 p. (ISBN 978-2-251-43024-9) — Traduit en espagnol (mexicain) : (es) Philippe Amiel (Yenny Enriquez (trad.)), Del Hombre Como Conejillo de Indias : El Derecho A Experimentar en Seres Humanos, Mexico, Fondo de Cultura Economica, 2014 (ISBN 978-607-16-1858-0)
- Anne Fagot-Largeault et Philippe Amiel, Bongrand P-C., De l'expérimentation sur l'homme, sa valeur scientifique et sa légitimité, présenté par A. Fagot-Largeault. et P. Amiel, Presses de l’Institut Gustave Roussy/IGR Press, 2011 (ISBN 978-2-919439-00-3, lire en ligne)[PDF]
- Philippe Amiel, Ethnométhodologie appliquée. Éléments de sociologie praxéologique. (Nouvelle édition, augmentée), Paris, Presses du Lema, 2010 (ISBN 978-2-9534622-0-3, lire en ligne)[PDF]

#### Chapitres
- Philippe Amiel et Jean-Michel Danion, « Éthique de la recherche en psychiatrie », dans Guelfi JD et Rouillon F, Manuel de psychiatrie, 3e édition, Paris, Elsevier Masson, 2017 (ISBN 9782294749278), p. 35-42.
- Philippe Amiel, « Le “code de Nuremberg”, une jurisprudence pénale inaugurale en droit international de la santé », dans E. Cadeau, E. Mondielli, F. Vialla, Mélanges en l'honneur de Michel Bélanger : modernité du droit de la santé, Bordeaux, LEH, 2015, 622 p. (ISBN 978-2-84874-590-9), p. 573-585.
- Philippe Amiel, « Cancer et sexualité : “Où est la question ?” », dans Alain Giami, Bruno Py, Anne-Marie Toniolo (dirs.), Des sexualités et des handicaps : questions d'intimités., Nancy, Presses universitaires de Nancy, 2013 (lire en ligne), p. 409–421[PDF]
- Philippe Amiel, « Les méthodes de recherche sur l'être humain », dans François Vialla, Eric Martinez (dirs.), Les grands avis du Comité consultatif national d'éthique, LGDJ, 2013 (ISBN 2275040048, lire en ligne), p. 451–470[PDF]
- Philippe Amiel, « Essais cliniques et prospective législative : vers un “droit à l'essai” pour les malades », dans Henri Roland, François Dagognet (eds.), Mélanges en l'honneur de Marie-France Callu, Paris, LexisNexis, 2013 (ISBN 9782711018291, lire en ligne), p. 155–170[PDF]
- Philippe Amiel, « Expérimentation humaine : éthique et droit », dans Jean-Marc Mouillie et al. (dir.), Médecine, santé et sciences humaines. Manuel pour les études médicales du Collège des enseignants en sciences humaines en médecine (COSHEM), Paris, Belles Lettres, coll. « Médecine et sciences humaines », 2011 (ISBN 2251430261, lire en ligne), p. 564–576[PDF]
- Philippe Amiel, « Expérimentations médicales : les médecins nazis devant leurs juges », dans François Vialla (dir.), Les grandes décisions du droit médical, Paris, LGDJ-Lextenso, 2009 (ISBN 9782275034706), p. 431–444
- Philippe Amiel, « La refondation de la réglementation française sur la recherche biomédicale par la loi du 9 août 2004 », dans Agence universitaire francophone, M. Bélanger, M. Badji, Droit et santé en Afrique, Bordeaux, Etudes hospitalières, 2006 (ISBN 9782848740607)

### Lexicographiques
- Philippe Amiel (dir.), Dictionnaire pratique du français, Hachette, 1987 (ISBN 978-2-01-011525-7)
- Dictionnaire encyclopédique Quillet, supplément  (Philippe Amiel, Hubert Lucot, Olivier Juillard (eds.)), Paris, Quillet, 1984, 774 p. (ISBN 2-7065-0048-4)
- Philippe Amiel et al., Dictionnaire Hachette : langue, encyclopédie, noms propres, Paris, Hachette, 1980, 1408 p. (ISBN 2-01-003308-6)
- Paul Bonnevie et Philippe Amiel, Dictionnaire Hachette juniors, Paris, Hachette, 1980 (ISBN 978-2-01-006288-9)

## Distinctions
- Chevalier de l'ordre des Palmes académiques.